# 백경훈
백선우(1983년 1월 11일 ~ )는 대한민국의 성우로, 2010년 한국방송 성우극회 공채 35기로 입사했다.

## 출연작품

### TV 애니메이션
- 디지몬 어드벤처: (대원방송) - 발키리몬
- 롤러코스터보이 노리 (KBS) - 드래곤 라이더
- 파이 브레인 - 신의 퍼즐 (재능TV) - 바론

### 극장용 애니메이션
- 매지컬: 공주를 웃겨라 (MOVIE) - 멀리
- 삼총사 : 용감한 친구들 (MOVIE) - 아라미스
- 터보 (MOVIE)

### 외화

#### 드라마
- 닥터후 시즌 9 (KBS) - 달렉
- 디셉션(KBS) - 그린(프랭크 하트스)
- 브렉시트: 치열한 전쟁 (KBS) - 엔드류 쿠퍼(개빈 스포크스) / 다니엘 해넌(팀 스티드)
- 오펀 블랙 시즌 1 (KBS2) - 콜린 (니콜라스 로즈) / 애버리 / 라지 싱 외
- 오펀 블랙 시즌 2 (KBS2) - 대니얼 로젠 (매튜 베넷) / 스캇 (조쉬 보키)
- 울트라맨 메비우스 (재능TV) - 백죠지 (와타나베 다이스케) / 안헬성인
- 천사의 손길 (PBC)
- 초한지 (KBS2) - 계포 / 영자영
- 하우 투 겟 어웨이 위드 머더 (넷플릭스) - 웨스 / 케빈 / 애버니티/ 개블러 / 폴

#### 영화
- 미션 임파서블: 로그네이션(KBS) - 테러범알렉 엇가프)
- 분노의 질주: 언리미티드 (KBS) - 테즈(루다크리스)
- 웨이 백 (KBS) - 카지크(제바스티안 우르첸도브슈키)
- 클로저 (KBS) - 바텐더(스티브 모퓨) / 운전 기사(닉 홉스)
- 콘스탄트 가드너 (KBS) - 아서 햄 래몬드 (리처드 맥케이브)

### 방송
- 달라서 간다 (MBC every1) - 성우
- 구조신호 시그널 (TV조선)
- 현장르포 동행 (KBS)
- 세계는 지금 (KBS1)
- MBC 네트워크 특선 <어영차 바다야> (MBC)
- 멜론 뮤직 어워즈 (MBC MUSIC)
- 신화는 아직 끝나지 않았다 (SBS)
- 성공시대 기능한국인 (EBS)
- 2014.02.27 <동계올림픽 특집 '이제는 평창이다'> (KBS)
- 2014.04.19 <장애인의 날 특집 다큐멘터리 - 야단법석 발레단> (SBS)
- 2014.06.20 동물의 세계 - 북극의 방랑자 (1) (KBS)
- 2014.06.23 동물의 세계 - 북극의 방랑자 (2) (KBS)
- 2014.06.24 동물의 세계 - 북극의 방랑자 (3) (KBS)
- 2014.08.03 SBS 일요특선 다큐멘터리 <미래의 선택 에너지 강국의 조건> (SBS)
- 2014.08.04 MBC 스페셜 <마지막까지 젊고 싶은 당신 동안의 비밀> (MBC)
- 2014.08.15 <특집 다큐멘터리 '도시재생 프로젝트 - 마법의 도시> (이데일리 TV)
- 2014.09.09 동물의 세계 - 우리가 몰랐던 땅 속 세상 제 2부 생존수업 (KBS)
- 2014.09.14 SBS 일요특선 다큐멘터리 <말, 산업이 되다> (SBS)
- 2014.09.22 MBC 스페셜 <마지막까지 젊고 싶은 당신 - 젊음 연장법> (MBC)
- 2014.11.02 SBS 일요특선 다큐멘터리 <세상을 움직이는 힘, 철강> (SBS)
- 2014.11.24 SBS 네트워크 특선 <관동포구 여행, 겨울 바다를 만나다> (SBS)
- 2015.02.08 SBS 일요특선 다큐멘터리 <신들의 음식, 초콜릿> (SBS)
- 2015.03.26 MBC 네트워크 특선 <유네스코의 선택, 황금의 도시를 가다> (MBC)
- 2015.04.19 SBS 스페셜 <당신을 위한 기적 - 메디컬 혁명> (SBS)
- 2015.06.10 동물의 세계 - 우리가 몰랐던 땅 속 세상, 생존수업(상) (KBS)
- 2015.06.11 동물의 세계 - 우리가 몰랐던 땅 속 세상, 생존수업(하) (KBS)
- 2015.06.22 KBS 해외걸작다큐 <1차 세계 대전 어느 병사들의 이야기 (Our World War)> 제1부 첫 전투 (KBS) - 홀브룩 役
- 2015.07.09 KBS 특선다큐 <산유국의 꿈 동해 고래 프로젝트> (KBS)
- 2015.07.13 MBC 명품다큐 <동서의 음악도시의 만남, 통영 그리고 베를린> (MBC)
- 2015.07.14 KBS 해외걸작다큐멘터리 <우리 생애 마지막 여름> 1부 (KBS) - 앤디 役
- 2015.07.21 KBS 해외걸작다큐멘터리 <우리 생애 마지막 여름> 2부 (KBS) - 앤디 役
- 2015.07.26 EBS 하늘에서 본 세계 <스코틀랜드> (EBS)
- 2015.07.28 KBS 해외걸작다큐멘터리 <우리 생애 마지막 여름> 3부 (KBS) - 앤디 役
- 2016.01.10 SBS 일요특선 다큐멘터리 '대한민국 달에 가다' (SBS)
- 2016.01.04 SBS 네트워크 특선 순천만, 흑두루미의 비상 1부 자연이 만든 생명의 정원 (SBS)
- 2016.01.11 SBS 네트워크 특선 순천만, 흑두루미의 비상 2부 순천만, 천학을 품다 (SBS)
- 2016.01.18 SBS 네트워크 특선 '남도의 보물 100선 1부' (SBS)
- 2016.01.25 SBS 네트워크 특선 '남도의 보물 100선 2부' (SBS)
- 2016.02.01 SBS 네트워크 특선 '남도의 보물 100선 3부' (SBS)
- 2016.12.25 2016 SAF 연예대상 (SBS)
- 2017.05.25 KBS 스페셜 863회 : 대한민국 건강수명 보고서 <무병장수 골든타임> (KBS1)
- 2017.08.27 SBS 일요특선 다큐멘터리 <태안 그후 10년 바다, 다시 꽃 피다> (SBS)
- 2017.09.17 EBS 세계의 눈 <사라진 마을 머스트 팜, 3천년의 기적> (EBS)
- 2017.11.29 KBS 세상의 모든 다큐 <세계 최대의 도시 뉴욕 - 1부 그랜드 센트럴 터미널> (KBS)
- 2017.12.07 KBS 세상의 모든 다큐 <세계 최대의 도시 뉴욕 - 2부 헌츠 포인트 도매 시장> (KBS)
- 2017.12.13 KBS 세상의 모든 다큐 <세계 최대의 도시 뉴욕 - 3부 센트럴 파크> (KBS)
- 2017.12.24 EBS 세계의 눈 <큰 수달 가족의 아마존 생존기> (EBS)
- 2019.04.01 SBS 특집 다큐멘터리 - 네트워크 특선_천년문화 삼향의 고장 보성 (SBS)
- 2019.08.16 KBS 다큐세상 - 2019, 대한민국 난개발 보고서 (KBS1)

### 라디오 드라마
연속낭독 (KBS 3라디오)
- 2012.07.23 ~ 2012.08.22 우종영 <게으른 산행 1> (낭독)

라디오 여행기 (KBS 3라디오)
- 2012.04.06 ~ 2012.04.29 김형준 <적도를 달리는 남자> (낭독)
- 2012.11.01 ~ 2013.01.22 박민우 <1만 시간 동안의 남미1,2,3> (낭독)

소설극장 (KBS 3라디오)
- 2010.02.08 ~ 2010.03.13 김원일 <마당 깊은 집> (순경 / 상이군인 / 여공 아버지 / 민이형)
- 2010.03.18 ~ 2010.03.26 윤대녕 <제비를 기르다> (아버지)
- 2010.04.11 ~ 2010.04.17 윤대녕 <못구멍> (장인)
- 2010.05.29 ~ 2010.05.30 박완서 <그래도 해피 엔드> (운전기사)
- 2010.05.31 ~ 2010.07.23 현기영 <지상에 숟가락 하나> (증언자 / 남자 / 광희)
- 2010.07.24 ~ 2010.08.27 박민규 <삼미 슈퍼스타즈의 마지막 팬클럽> (절정 / 낄렐레 낄로레 / 구단주 / 기사 낭독 외)
- 2010.08.28 ~ 2010.09.01 F. 스콧 피츠제럴드 <벤자민버튼의 시간은 거꾸로 간다> (로스코 버튼)
- 2010.09.04 ~ 2010.09.08 F. 스콧 피츠제럴드 <낙타 엉덩이> (테이트)
- 2010.09.10 ~ 2010.09.24 F. 스콧 피츠제럴드 <메이데이> (피터 / 남자)
- 2010.09.25 ~ 2010.09.26 F. 스콧 피츠제럴드 <치프사이드의 타르퀴니우스> (도망자)
- 2010.09.26 ~ 2010.10.01 F. 스콧 피츠제럴드 <오, 적갈색 머리카락 마녀> (젊은 남자)
- 2010.10.07 ~ 2010.11.13 박현욱 <아내가 결혼했다> (축구 해설자 / 부분 낭독)
- 2010.12.06 ~ 2011.01.01 김중혁 <악기들의 도서관> (박팀장 / 팀장 / M / 나 / 아버지 / 엇박자D)
- 2011.01.02 ~ 2011.02.13 조정래 <허수아비 춤> (윤성훈)
- 2011.02.14 ~ 2011.04.06 은희경 <소년을 위로해줘> (학생)
- 2011.04.07 ~ 2011.05.21 권비영 <덕혜옹주> (일본 순사 / 털보 / 김을한)
- 2011.05.22 ~ 2011.07.02 박완서 <아주 오래된 농담> (송회장)
- 2011.07.03 ~ 2011.08.15 박범신 <은교> (Q변호사)
- 2011.09.28 ~ 2011.11.04 오세영 <북벌> (허생 / 서포교)
- 2011.11.05 ~ 2011.11.14 성석제 <호랑이를 봤다> (아버지)
- 2011.11.15 ~ 2012.01.23 정유정 <7년의 밤> (준석 / 순경)
- 2014.04.09 ~ 2014.05.19 임형욱 <그대를 사랑합니다> (해설)
- 2016.05.20 ~ 2016.06.27 강태식 <굿바이 동물원> (해설)

라디오 극장 (KBS 한민족 방송)
- 2010.02.01 ~ 2010.02.28 박범신 <풀입에서 눕다> (애송이 / 어린 만철 / 노인2 / 청년 / 기사1 / 주유소남)
- 2010.03.01 ~ 2010.03.31 이덕일 <이회영과 젊은 그들> (이준형 / 이정렬 / 이종암 / 양여주 / 엄형순 외)
- 2010.07.01 ~ 2010.07.31 권비영 <덕혜옹주> (주인 / 사내1 / 민병석 / 남자 / 사내 / 의사 / 스즈키 / 직원)
- 2010.08.01 ~ 2010.08.31 김성종 <최후의 증인> (노인 / 공비1 / 계장 / 사장 / 이발사 / 중년 / 치안 국장 외)
- 2010.10.01 ~ 2010.10.31 진 산 <대사형> (장궤 / 마부 / 산동삼흉1 / 복면인 / 거경방도2 / 독심표 / 원정남 외)
- 2010.11.01 ~ 2010.11.30 양귀자 <원미동 사람들> (강만성 부친 / 동창 친구 / 용문 / 남종업원 / 연탄집 임씨 외)
- 2010.12.01 ~ 2010.12.31 권지예 <4월의 물고기> (열쇠집 주인 /  변 영감 / 후배)
- 2011.01.01 ~ 2011.01.31 권현숙 <에어홀릭> (교수 / 교육관 / 규의 큰형 / 루다 작은삼촌 / 정대위 / 승주 부 외)
- 2011.06.01 ~ 2011.06.30 천명관 <고령화 가족> (기수)
- 2011.07.01 ~ 2011.07.31 권현숙 <루마니아의 연인> (박철희 / 윌리엄)
- 2011.08.01 ~ 2011.08.31 김탁환 <열하광인> (당상관2 / 홍인태 / 하인)
- 2012.01.01 ~ 2012.01.31 한수영 <플루토의 지붕> (멸치)

라디오 독서실 (KBS 2라디오)
- 2010.05.09 오정희 <첫눈 오던 날> (점원)
- 2010.05.23 박찬순 <발해풍의 정원> (한국인2)
- 2010.06.06 배명훈 <안녕, 인공존재> (우주인)
- 2010.06.27 박조열 <오장군의 발톱> (병사3 / 서쪽나라 참모)
- 2010.07.04 윤고은 <1인용 식탁> (손님2)
- 2010.08.08 전건우 <진실게임> (경비)
- 2010.08.15 이범선 <학마을 사람들> (중년2)
- 2010.08.22 채만식 <논 이야기> (영남)
- 2010.10.03 서유미 <저건 사람도 아니다> (수위)
- 2010.10.10 전성태 <소를 줍다> (필구)
- 2010.10.24 이시은 <손> (직원2)
- 2010.10.31 이  상 <날개> (청소부)
- 2010.11.14 하성란 <1984년> (남자방청객)
- 2010.11.28 성석제 <인간적이다> (일본인 / 노인4)
- 2010.12.05 박완서 <자전거 도둑> (아버지)
- 2010.12.26 한창훈 <밤눈> (아버지)
- 2011.01.02 이호철 <나상> (경비병3 / 포로2)
- 2011.01.09 전경린 <강변마을> (아이1 / 주인 / 아저씨)
- 2011.01.16 정재민 <미스터리 존재방식> (박대리)
- 2011.01.30 설은영 <집시, 달을 굽다> (경원)
- 2011.02.06 라유경 <낚시> (택배기사)
- 2011.02.13 박완서 <그 남자네 집> (주인2)
- 2011.02.20 해이수 <절정> (이충)
- 2011.02.27 전광용 <꺼삐딴 리> (스텐꼬프)
- 2011.03.06 김  숨 <아무도 돌아오지 않는 밤> (노인)
- 2011.03.27 윤고은 <해마, 날다> (고객2)
- 2011.04.10 박민규 <그렇습니까? 기린입니다> (아버지)
- 2011.04.17 박금산 <귓속의 길> (스님)
- 2011.05.22 김  원 <만선> (노인)
- 2011.05.29 최일남 <타령> (기름집)
- 2011.06.05 강영숙 <문래에서> (공무원)
- 2011.06.12 문순태 <그 여자의 방> (장서방)
- 2011.06.26 김영현 <깊은 강은 멀리 흐른다> (풍수영감)
- 2011.07.03 조세희 <난장이가 쏘아올린 작은 공> (아버지)
- 2011.08.14 강경애 <소금> (팡둥)
- 2011.08.21 윤영수 <문단속을 제대로 하지 않으면> (공장장)
- 2011.09.11 이청준 <서편제> (어른)
- 2011.09.18 공선옥 <설운 사나이> (해설)
- 2011.10.16 심상대 <묵호를 아는가> (최선배)
- 2011.11.13 편혜영 <저녁의 구애> (부장)
- 2011.11.20 백정승 <빈집> (남자)
- 2011.12.11 최진영 <돈가방> (해설)
- 2011.12.25 오세혁 <크리스마스에 30만원을 만날 확률> (사장)
- 2012.02.05 김가경 <홍루> (이반)
- 2012.08.26 이영훈 <모두가 소녀시대를 좋아해> (나)
- 2013.08.04 홍성호 'B사감 하늘을 날다' (남자직원 / 304호 남자)
- 2013.10.13 계용묵 <백치 아다다> (수롱)
- 2014.01.12 김승옥 <서울, 1964년 겨울> (나)
- 2016.04.10 성은영 <귀향의 끝> (나)

KBS 무대 (KBS 한민족 방송)
- 2010.02.20 황혼 블루스 (청소년)
- 2010.03.13 아빠의 무모한 도전
- 2010.04.03 선택
- 2010.04.17 내게도 사랑이
- 2010.04.24 돌아온 봄 날 (앵커)
- 2010.05.01 쌍둥이 남매
- 2010.05.15 달의 바다 (행인)
- 2010.07.31 비온 뒤 맑음 (학생)
- 2010.09.11 네 번째 방 (종업원)
- 2010.09.18 반달 송편 (손님 / 행인)
- 2010.09.25 아버지의 선물 (지호)
- 2010.11.13 침입자 (앵커)
- 2010.11.27 엄마의 연애 (종업원)
- 2010.12.18 반쪽 찾기 (사진사)
- 2011.01.15 어쩌란 말이냐 (진철)
- 2011.02.26 호각소리 (직원2)
- 2011.03.12 화빈방 미용실 (유정민)
- 2011.03.26 꽃 피는 바다 (학생)
- 2011.04.16 학수 이발관 (이재황)
- 2011.06.25 나는 누구입니까? (국군3)
- 2011.09.24 502호 그 여자 (깡패1)
- 2011.11.26 소년의 바다 (은호)
- 2011.12.17 무다잡 전당포 (사진사)
- 2012.01.28 눈길 (김준하)
- 2012.04.28 천국의 오해
- 2014.05.24 요조숙녀 왕순진의 날갯짓 (곽은석)
- 2014.10.04 너무도 당당한 그녀 (강도식)
- 2016.04.16 운수 대통 (봉다리)
- 2018.12.15 구경꾼 (김종관)

책 읽는 밤 (KBS 1라디오)
- 2013.06.29 할레이드 호세이니 作 연은 쫓는 아이
- 2013.07.17 미셀 페로 作 방의 역사
- 2013.07.24 노순택 作 사진의 털
- 2013.07.31 캐서린 콜린 作 심리의 책
- 2013.08.09 재능있는 리플리씨
- 2013.08.10 엘레리 퀸 作 Y의 비극
- 2013.08.22 스티븐 코비 作 성공하는 사람들의 7가지 습관
- 2013.08.29 이시형 作 배짱으로 삽시다
- 2013.09.12 홍세화 作 나는 빠리의 택시운전사
- 2013.10.05 최인호 作 별들의 고향, 인생
- 2013.10.09 오현종 作 달고 차가운
- 2014.02.08 워싱턴 어빙 作 슬리피 할로의 전설

대한민국 경제실록 (KBS 1라디오)
- 2010.04.19 ~ 2010.07.20 제01화 IMF가 있었다 (박지원 외)
- 2010.07.21 ~ 2010.09.21 제02화 세계경영, 그 꿈과 좌절의 기록들 (김우일 외)
- 2010.09.22 ~ 2010.12.01 제03화 개발연대의 개막 (유재명 외)
- 2010.12.02 ~ 2011.01.26 제04화 경제개발, 그 종잣돈을 찾아라 (차균희 외)
- 2011.01.27 ~ 2011.03.09 제05화 수출입국-영광과 시련의 발자취 (이후락 외)
- 2011.03.10 ~ 2011.04.20 제06화 철의 신화 (이후락 외)
- 2011.04.21 ~ 2011.06.17 제07화 한국경제의 대동맥 경부고속도로 (조재삼 외)
- 2011.06.20 ~ 2011.08.16 제08화 검은 황금, 오일머니를 잡아라 (김용한 외)
- 2011.08.17 ~ 2011.10.26 제09화 서울, 고도성장의 신화 (김수근 외)
- 2011.10.27 ~ 2011.12.30 제10화 한국경제의 엔진, 자동차 (김선홍 외)
- 2012.03.05 ~ 2012.05.01 제12화 산업인력 해외진출사 (박형 외)
- 2012.05.02 ~ 2012.07.13 제13화 5공화국 사채파동 (이종찬 외)
- 2012.09.24 ~ 2012.12.07 제15화 한국 경제의 여명기 (이종현 외)
- 2012.12.10 ~ 2013.02.22 제16화 재벌의 맹아기 (강성태 외)

다큐멘터리 역사를 찾아서 (KBS 1라디오)
- (연기)

이금희의 신화 오딧세이 (KBS 라디오)
- (연기)

신성원의 문화읽기 (KBS 1라디오)
- 2011.01.02 이만교 作 결혼은 미친 짓이다
- 2011.01.16 장아이링 作 색,계
- 2011.01.30 욘 A. 린드크비스트 作 렛미인
- 2011.03.13 데니스 루헤인 作 미스틱 리버
- 2011.03.27 이청준 作 벌레 이야기
- 2011.04.17 패트리시아 하이스미스 作 태양은 가득히
- 2011.04.24 루이스 캐럴 作 이상한 나라의 앨리스
- 2011.05.08 가스통 르루 作 오페라의 유령
- 2011.05.15 아사다 지로 作 러브 레터
- 2011.05.22 스콧 피츠제럴드 作 벤자민 버튼의 시간은 거꾸로 간다
- 2011.05.29 트레이시 슈발리에 作 진주 귀고리 소녀
- 2011.06.05 필립K.딕 作 마이너리티 리포트
- 2011.06.19 김승옥 作 무진기행
- 2011.06.26 스티브 맥비커 作 아이러브유, 필립모리스
- 2011.07.03 피터 메일 作 어느 멋진 순간
- 2011.07.17 애니 프루 作 브로크백 마운틴
- 2011.07.24 메리 노튼 作 마루 밑 바로우어즈
- 2011.08.21 기시 유스케 作 검은 집
- 2011.09.04 밀란 쿤데라 作 참을 수 없는 존재의 가벼움
- 2011.09.11 루이자 메이 올컷 作 작은 아씨들
- 2011.09.18 김영하 作 사진관 살인사건, 거울에 대한 명상
- 2011.10.09 다나베 세이코 作 조제와 호랑이와 물고기들
- 2011.10.16 척 팔라닉 作 파이트 클럽
- 2011.11.06 타티아나 드 로즈네 作 사라의 열쇠
- 2011.11.27 한강 作 채식주의자
- 2011.12.11 샬럿 브론테 作 제인 에어

경제를 배웁시다 (KBS 한민족 방송)
- 2010.09.21 추석특집 동화로 배우는 경제 1부 <꾀 많은 돌이> (돌이)
- 2010.09.23 추석특집 동화로 배우는 경제 3부 <해상왕 장보고> (장보고)

KBS 한민족 방송 특별기획 5부작 <한국의 땅 독도> (KBS 한민족 방송)
- 2010.06.02 제2부 다큐 드라마 <독도, 그 섬의 역사> (일본인)

특집기획 라디오 다큐멘터리, 라디오 드라마 (KBS)
- 2010.03.01 3.1절 특집 다큐멘터리 <우록리의 3.1절> (가토 장군 / 일본인 교사)
- 2010.06.24 한국전쟁 60주년 특별기획 라디오 다큐멘터리 극장 <이별의 부산정거장> (건달 / 역무원 외)
- 2010.06.25 한국전쟁 60주년 특별기획 <굳세어라 금순아 피난 가요로 달랜 전쟁의 상흔> (송재호의 어린 시절)
- 2011.11.03 KBS 라디오 특별기획 <유럽 대안경제의 힘, 협동조합 기업을 가다>
- 2011.11.30 KBS 안동 방송국 라디오 특집 다큐멘터리 <세계문화유산 1년, 앞으로 100년> (남자)
- 2011.12.16 KBS 1라디오 특집 다큐멘터리 대한민국 철강왕, 그 큰 별이 지다. (박태준의 지인)

### 오디오 드라마
- 다정다감 (Aco) - 주원 役
- 중독 (Aco) - 연진화 役
- 청춘은 아프다 (Aco) - 성정현 役
- 위험한 달링 (Aco) - 최이삭 役
- 완전무결하게 사로잡히다 (Aco) - 이건웅 役
- Hey, Boys (夜海) - 최금관 役
- U don't know me (Aco) - 준경 役
- 별숲에 꽃필 때 (Aco) - 김필중 外 役
- Bad Heat (Aco) - 강진원 役
- 가장 보통의 연애 (Aco) - 차원우 役
- 해후 (Aco) - 장회장, 장현성 外 役